# 完顏宗尹
完顏宗尹，本名阿里罕，金景祖第八子隋國公阿離合懣長子完顏賽也之子。以宗室子充當護衛，改為牌印祗候，授職世襲謀克，為右衛將軍。曆順天、歸德、彰化、唐古部族、橫海軍節度使。

## 早年
1161年，正隆南伐，完顏宗尹領神略軍都總管，先鋒渡過淮河，攻取揚州及瓜洲渡。大定二年（1162年），改任河南路副都統，駐軍許州之境。當時，南宋攻陷汝州，殺刺史烏古孫麻潑及漢軍二千人。宗尹派遣萬戶孛術魯定方、完顏阿喝懶、夾谷清臣、烏古論三合、渠雛訛只將騎四千前往攻打，遂再次收復汝州。授職大名尹，副統如故。不久，宗尹為河南路統軍使，遷為元帥左都監，授職南京留守。金世宗完顏雍對宗尹勸勉說他雖然年輕強壯，而心力卻大多凝滯。從前任點檢京尹時，辛勤而不懈怠，可是處事混亂，常出錯誤。希望他努力研習職業，才合符世宗的心意。世宗賞賜宗尹通犀帶、廄馬。大定八年，置山東路統軍司，宗尹為使。遷為樞密副使。加上他父親的功勞，皇上授與他世襲蒲與路屯河猛安，並親管謀克。授職太子太保，樞密副使如故。

## 拜相
宗尹雖然並非才華橫溢者，但是性行淳厚，而且是舊臣，早已成為顯要官員。所以世宗擢升他為平章政事，封為代國公，兼任太子太傅。。
宗尹為相後，因見及當時民間因錢幣不通而受苦，向世宗見議廢除菜園、房稅、養馬等錢。日後，金世宗曾讚賞宗尹治家嚴密為他人所不及。不久，北方當年饑荒，軍食不足，朝廷決議輸粟賑濟。或謂雖然今年並不豐收，而舊日積下的仍然有餘，秋收將至，不必更勞輸挽，宗尹指出國家平時積粟，本以備窮困的年月，如果必要等待秋成，則會有很多人責難。金世宗聽從他的建議。
宗尹乞令子完顏銀術可襲猛安爵位，會當時太尉完顏守道亦乞令其子完顏神果奴襲謀克爵位。凡承襲之人不識女直字者，勒令習學。世宗為此定了自始只要女直、契丹、漢字曾學其一者即許承襲。因而著於令。
宗尹曾因有疾而不能上朝。金世宗問宰臣宗尹何為不入朝，太尉完顏守道以疾回答並訴說宗尹所擔當的宰相職務並不好當。
大定二十四年（1184年），世宗即將駕幸上京。世宗說：「臨潢、烏古里石壘歲皆不登，朕欲自南道往，三月過東京，謁拜太后陵寢，五月可達上京。春月烏獸孳孕，東作方興，不必搜田講事，卿等以為何如？」宗尹說：「南道歲熟，芻粟賤，宜如聖旨。」遂由南道前往。世宗到達上京後，聽聞同簽大宗正事完顏宗寧不能撫治上京宗室，宗室子往往不事生業。世宗謂宗尹說：「汝察其事，宜懲戒之。」宗尹上奏說：「隨仕之子，父沒不還本土，以此多好遊蕩。」世宗命召還。宴請宗室於皇武殿，擊球為樂。世宗說：「賞賜宗室，亦是小惠，又不可一概遷官，欲令諸局分收補，其間人材孰可者？」宗尹回答說：「奉國完颜斡准之子按出虎、豫國公完颜昱之曾孫阿魯可任使。」世宗說：「度可任何職，更訪其餘以聞。」下詔以按出虎、阿魯為奉禦。

## 致仕
大定二十七年（1187年），宗尹乞求致仕。世宗認為宰相非養老的官位，准其所請，宗尹入謝，世宗嘆息因起用宗尹拜相稍晚，雖極欲挽留，但是不想外人認為偏私，才准宗尹退休。宗尹去相後世宗關心其去向及時常在宴會畋獵中邀請宗尹出席相伴。大定二十八年（1188年），宗尹薨逝。